# 폴린 베인스

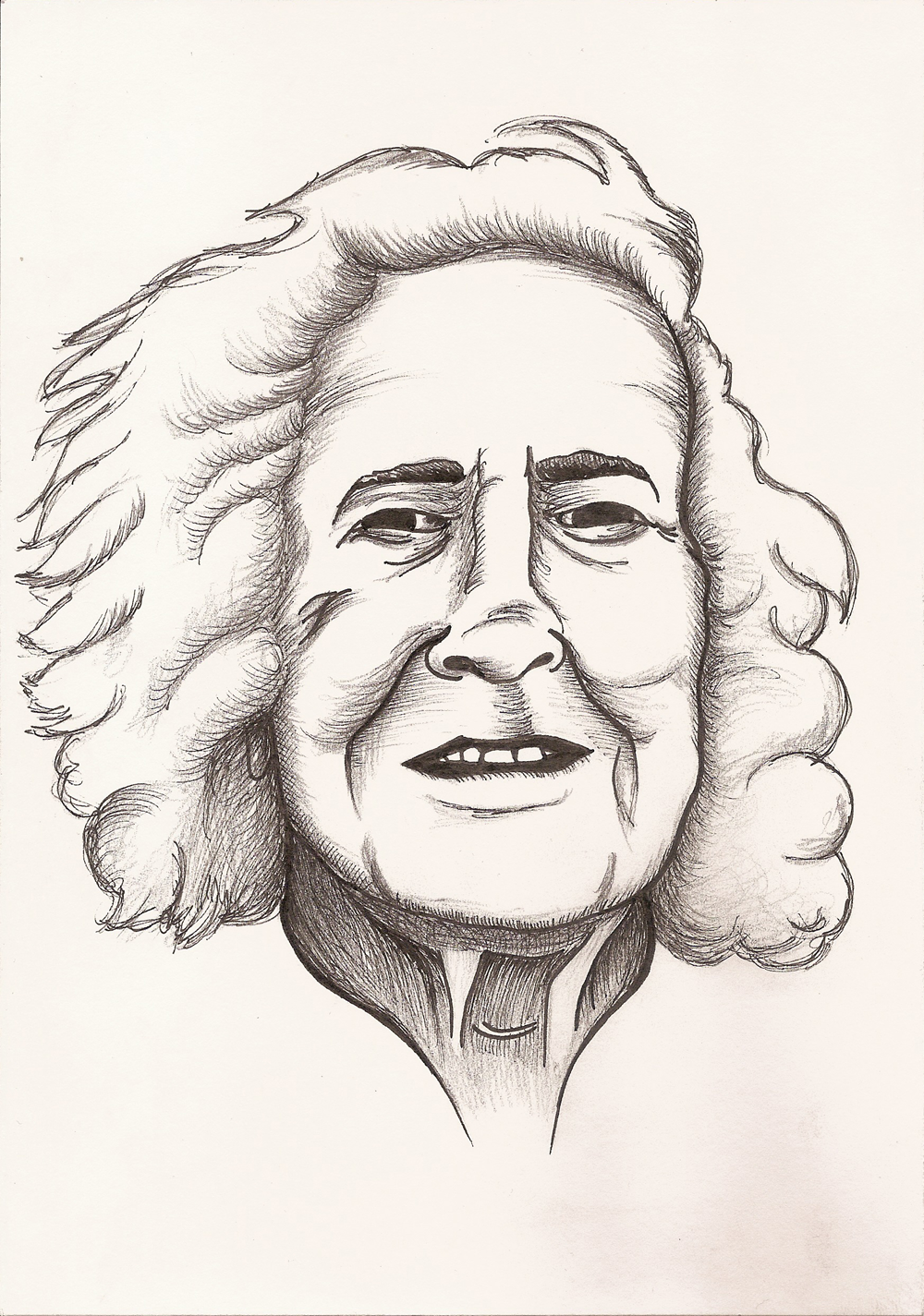

폴린 다이애나 베인스(Pauline Diana Baynes, 1922년 9월 9일 ~ 2008년 8월 2일)는 영국의 삽화가로 《나니아 연대기》의 삽화를 그린 사람이다.